# Sedena-Henschel HWK-11
Der HWK-11 ist ein gepanzertes Kettenfahrzeug mit 20-mm-Maschinenkanone, das bei den Mexikanischen Streitkräften im Einsatz ist.

## Entwicklungsgeschichte
In den späten 1950er-Jahren entwickelte der westdeutsche Rüstungshersteller Henschel Wehrtechnik GmbH als private Initiative einen gepanzerten Truppentransporter auf Kettenfahrgestell mit dem Index HWK-10, der primär für den Export bestimmt war.
Der erste Prototyp mit der Bezeichnung HWK-11 wurde 1963 fertiggestellt und den Anforderungen des mexikanischen Verteidigungsministeriums (SEDENA) angepasst, das ein Interessent dieses Mannschaftstransportwagens war. 1964/1965 wurden schließlich 40 Fahrzeuge an die mexikanische Armee geliefert, die in den folgenden Jahrzehnten mehrmals modernisiert wurden.

## Varianten
- HWK 10 (Panzerjäger): Die Wanne war baugleich mit der des HWK 11, jedoch befand sich am Heck des Fahrzeugs eine Abschussvorrichtung für SS.11-Panzerabwehrraketen.[1]

- HWK 12 (Kanonenjagdpanzer): Diese geplante Variante ist im Wesentlichen ein HWK-11-Derivat mit einer 90-mm-Kanone, die vom belgischen Rüstungshersteller Mecar herrührte.[1]

- HWK 13 (Aufklärungsfahrzeug): Bei dieser Aufklärungsvariante wurde die Wanne relativ stark verändert. Der Fahrer befand sich an der gleichen Stelle, aber direkt hinter dessen Sitzposition befand sich der Geschützturm. Infolgedessen mussten der Motor und das Getriebe in den hinteren Fahrzeugteil verlegt werden. Im Zwei-Mann-Turm befanden sich der Kommandant und der Richtschütze. Der Richtschütze saß auf der linken Seite im Turm, über ihm befanden sich die Luke und weiter vorne das Periskop. Die Bewaffnung bestand aus einer 20-mm-Kanone und einem koaxialen 7,62-mm-Maschinengewehr. Zwei Prototypen dieser Variante wurden von Henschel gebaut.[1]

- HWK 13 (Panzerjäger): Bei einem der beiden HWK-13-Prototypen wurde versuchsweise der Turm entfernt und durch eine Abschussvorrichtung für zwei HOT-Raketenstarter ersetzt.

- HWK 14 (Mörserträger): Die Wanne dieser geplanten Variante entsprach im Wesentlichen der des HWK-13. Der Turm wurde entfernt und stattdessen eine vergrößerte, geteilte Dachluke verbaut. Ein 81-mm- oder 120-mm-Mörser sollte im Heck des Fahrzeuges eingebaut werden.

- HWK 15 (Sanitätspanzer): Dieses geplante Modell war fast identisch mit dem HWK-11, war aber unbewaffnet. Die Besatzung bestand aus einem Fahrer und mindestens einem Sanitäter. Im Fahrzeug sollte es Liegen und Sitzplätze für Verwundete geben.

## Nutzer
Alleiniger Nutzer sind die mexikanischen Streitkräfte, die im Jahr 2008 noch 40 Fahrzeuge im aktiven Dienst hatten.